# فلیکس سارگسیان
فلیکس ژورایی سارگسیان (ارمنی: Ֆելիքս Ժորայի Սարգսյան؛ زادهٔ ۱ آوریل ۱۹۵۴) یک سیاستمدار اهل ارمنستان است که از تاریخ ۱۹۹۵ تا تاریخ ۱۹۹۹ سمت نمایندگی دوره اول مجلس ملی جمهوری ارمنستان را برعهده داشت.

## زندگی‌نامه
در ۱ آوریل ۱۹۵۴ در آرتسوانیست به دنیا آمد و از دانشگاه ملی پلی‌تکنیک ارمنستان فارغ‌التحصیل شد. 